# 拉納吉特·古哈
拉纳吉特·古哈FAHA（1923年5月23日—2023年4月28日），印度历史学家，主要从事屬下研究，该研究方法属于南亚研究的一部分，主要考察后殖民及后帝国时代的社会，注重对社会边缘阶层的分析。古哈为这种研究方法创作了很多基础性作品，撰写了很多英语和孟加拉语著作。

## 生平
古哈生于1923年5月19日，后于1934年随父亲定居加尔各答，并在加爾各答管轄區大學完成了大学学业，其后又进入加尔各答大学的历史学专业攻读研究生。据古哈回忆，他早期研究历史的灵感来源于历史学家Susobhan Sarkar的著作，其富裕的家庭条件和東孟加拉的出身也给了他很多助益，除此之外，作家大卫·赫伯特·劳伦斯、费奥多尔·陀思妥耶夫斯基和孟加拉诗人迈克尔·马杜苏丹·杜特（Michael Madhusudan Dutt）也对他产生了一定影响。
1940年代，古哈加入了印度共产党，并代表该党参加了伦敦的世界民主青年联盟。古哈于1953年回到印度，1956年，他在苏联入侵匈牙利后开始远离政界。另外，古哈曾在1953年进入金德讷格尔政府大学（Chandernagore Government College）任教，不过后来在从政经历被当局翻出后遭到停职，其后他又受到贾达普大学聘用，并为该校的早期发展作出了重要贡献。
1959年，古哈在英国历史学家阿薩‧布里格斯的促成下移民到了英国，申请成为了曼彻斯特大学的院士，并借机完成了他的博士论文，该论文于1963年出版，为古哈的第一部主要出版著作。古哈曾在1961年将研究成果发给巴黎大学，但遭到对方拒绝出版，直到经济学家丹尼尔·索纳出现后，他的著作方才得以通过Mouton出版社出版。1962年，古哈被萨塞克斯大学评为准教授。在萨塞克斯大学工作期间，古哈没有发表任何论文，亦没有参加过学术会议，但在教学工作方面非常投入，例如美国作家理查德·普莱斯 (作家)曾于2013年表示得到过古哈的指导，另外，古哈的著作也为萨塞克斯大学吸引了许多学生，其中部分人士后来继续留在了萨塞克斯大学并从事相同研究。1970年到1971年间，古哈前往印度研究甘地对印度的影响，不过此后很快便将兴趣转向了农民起义，这些研究成果最终于1983年通过牛津大学出版社发表。1981年，古哈转到了澳洲国立大学工作，直至1988年退休，在此期间，古哈的工作非常突出。1996年，澳大利亚人文科学院将古哈评为荣誉院士。

## 研究

### 属下研究
古哈于1980年代开始从事属下研究，是该领域的重要人物。他在发现当时盛行的历史研究中的不足之处后，放弃了其他研究者广泛采用的的精英研究方法，又推动减轻了南亚研究中的精英主义偏见。古哈所推动形成的新研究方法于1980年代开始流行，被正式承认为一种新的研究手段，并得名“属下研究”。属下研究被公认是后殖民主义和后马克思主义时代史学中的一个重要分支。
古哈影响深远的著作《Elementary Aspects of Peasant Insurgency in Colonial India》被广泛认为是属下研究中的经典。此外，他在属下研究的萌芽阶段对该研究方法应该走过的历程也作出了阐述，将“属下”（subaltern）定义为“所有印度人民和我们所定义的‘精英’在人口学上的差异”。“属下”一词借用于意大利马克思主义哲学家安东尼奥·葛兰西，用于强调应该更加注重边缘化阶层民众。截至当时为止，主流研究中一直缺乏这种分析视角，属下研究在塑造历史叙事时，着重于仔细研究阶级、性别和种姓从属关系的动态性。
很多著名的社会学家和历史学家都接受过古哈的教导，例如帕沙·查特吉、贾亚特里·查克拉沃蒂·斯皮瓦克和迪佩什·查卡拉巴提等。古哈亦是一名高产作家，出版了众多以英语和孟加拉语撰写的著作。虽然古哈曾一度把研究中心转向德国哲学家，但他仍会经常与舒尼尔·甘古帕泰等其他作家讨论孟加拉语文学。

## 个人生活
古哈生前居住于奥地利的普克斯多夫，他的房子坐落在维也纳林山的边缘，他的妻子为德国出身的学者梅尔提德（Mechthild），后者在属下研究领域也有许多贡献。古哈与梅尔提德在1960年代初于萨塞克斯大学首次相遇，当时古哈已经在当地成为顶尖人物。在古哈转到澳洲国立大学后，两人仍然持续进行学术合作。
2023年4月28日，古哈因病于家中逝世。